# یواس‌اس رانر (اس‌اس-۴۷۶)
یواس‌اس رانر (اس‌اس-۴۷۶) (به انگلیسی: USS Runner (SS-476)) یک زیردریایی بود که طول آن ۳۱۱ فوت ۸ اینچ (۹۵٫۰۰ متر) بود. این زیردریایی در سال ۱۹۴۴ ساخته شد.